# Landkreis Lauf an der Pegnitz
Der Landkreis Lauf an der Pegnitz, amtlich Landkreis Lauf a.d.Pegnitz war ein Landkreis im bayerischen Regierungsbezirk Mittelfranken. Vor dem Beginn der bayerischen Gebietsreform am Anfang der 1970er Jahre umfasste der Landkreis 37 Gemeinden.
Der Name des Bezirksamts bzw. Landkreises änderte sich entsprechend dem des Verwaltungssitzes 1938 von Lauf auf Lauf (Pegnitz) und schließlich 1962 auf Lauf a. d. Pegnitz.

## Geographie

### Wichtigste Orte
Die größten Orte waren Lauf an der Pegnitz, Röthenbach, Schnaittach und Neunkirchen am Sand.

### Nachbarkreise
Der Landkreis grenzte Anfang 1972 im Uhrzeigersinn im Norden beginnend an die Landkreise Forchheim, Hersbruck, Nürnberg und Erlangen.

## Geschichte

### Bezirksamt
Das Bezirksamt Lauf (Pegnitz) wurde zum 1. Oktober 1908 durch Ausgliederung der Gemeinden des Amtsgerichts Lauf an der Pegnitz aus dem Bezirksamt Hersbruck gebildet.
Am 1. Januar 1932 kamen Gemeinden des Bezirksamtes Forchheim hinzu.

### Landkreis
Am 1. Januar 1939 wurde wie sonst überall im Deutschen Reich die Bezeichnung Landkreis eingeführt. So wurde aus dem Bezirksamt der Landkreis Lauf (Pegnitz), der seit den 1960er Jahren amtlich als Landkreis Lauf a.d.Pegnitz bezeichnet wurde.
Am 1. Juli 1972 wurden im Zuge der Gebietsreform in Bayern ein neuer und größerer Landkreis Lauf an der Pegnitz gebildet aus
- dem alten Landkreis Lauf an der Pegnitz mit Ausnahme der Gemeinden Beerbach, Benzendorf, Eckenhaid und Herpersdorf, die zum Landkreis Erlangen-Höchstadt kamen
- dem Landkreis Hersbruck
- dem Landkreis Nürnberg mit Ausnahme der Gemeinden Brunn und Fischbach bei Nürnberg, die in die kreisfreie Stadt Nürnberg eingemeindet wurden sowie der Gemeinde Stein bei Nürnberg, die zum Landkreis Fürth kam
- der Gemeinde Höfen aus dem Landkreis Pegnitz
- den Gemeinden Neuhaus an der Pegnitz, Krottensee und Rothenbruck des Landkreises Eschenbach in der Oberpfalz sowie
- den Gemeinden Großengsee und Wildenfels des Landkreises Forchheim.[3][4]

Zunächst behielt der vergrößerte Landkreis die Bezeichnung Lauf an der Pegnitz, am 1. Mai 1973 wurde er in Landkreis Nürnberger Land umbenannt.

## Einwohnerentwicklung
| Jahr | Einwohner | Quelle |
| ---- | --------- | ------ |
| 1925 | 26.550    | [ 5 ]  |
| 1939 | 31.615    | [ 6 ]  |
| 1950 | 44.070    | [ 7 ]  |
| 1960 | 48.000    | [ 8 ]  |
| 1971 | 57.300    | [ 9 ]  |

## Gemeinden
Die Gemeinden des Landkreises  vor der Gemeindereform 1972. (Die Gemeinden, die es heute noch gibt, sind fett geschrieben.)

Landkreis Lauf an der Pegnitz, Gemeindegrenzenkarte von 1961

|    | frühere Gemeinde       | heutige Gemeinde             | heutiger Landkreis           |
| -- | ---------------------- | ---------------------------- | ---------------------------- |
| 1  | Beerbach               | Stadt Lauf a.d.Pegnitz       | Landkreis Nürnberger Land    |
| 2  | Behringersdorf         | Gemeinde Schwaig b.Nürnberg  | Landkreis Nürnberger Land    |
| 3  | Benzendorf             | Markt Eckental               | Landkreis Erlangen-Höchstadt |
| 4  | Bullach                | Stadt Lauf a.d.Pegnitz       | Landkreis Nürnberger Land    |
| 5  | Dehnberg               | Stadt Lauf a.d.Pegnitz       | Landkreis Nürnberger Land    |
| 6  | Diepoltsdorf           | Gemeinde Simmelsdorf         | Landkreis Nürnberger Land    |
| 7  | Eckenhaid              | Markt Eckental               | Landkreis Erlangen-Höchstadt |
| 8  | Freiröttenbach         | Markt Schnaittach            | Landkreis Nürnberger Land    |
| 9  | Germersberg            | Markt Schnaittach            | Landkreis Nürnberger Land    |
| 10 | Großbellhofen          | Markt Schnaittach            | Landkreis Nürnberger Land    |
| 11 | Günthersbühl           | Stadt Lauf a.d.Pegnitz       | Landkreis Nürnberger Land    |
| 12 | Hedersdorf             | Markt Schnaittach            | Landkreis Nürnberger Land    |
| 13 | Herpersdorf            | Markt Eckental               | Landkreis Erlangen-Höchstadt |
| 14 | Heuchling              | Stadt Lauf a.d.Pegnitz       | Landkreis Nürnberger Land    |
| 15 | Hormersdorf            | Markt Schnaittach            | Landkreis Nürnberger Land    |
| 16 | Hüttenbach             | Gemeinde Simmelsdorf         | Landkreis Nürnberger Land    |
| 17 | Kersbach               | Gemeinde Neunkirchen a.Sand  | Landkreis Nürnberger Land    |
| 18 | Kirchröttenbach        | Markt Schnaittach            | Landkreis Nürnberger Land    |
| 19 | Lauf a.d.Pegnitz       | Stadt Lauf a.d.Pegnitz       | Landkreis Nürnberger Land    |
| 20 | Neunhof                | Stadt Lauf a.d.Pegnitz       | Landkreis Nürnberger Land    |
| 21 | Neunkirchen a.Sand     | Gemeinde Neunkirchen a.Sand  | Landkreis Nürnberger Land    |
| 22 | Oberndorf              | Gemeinde Simmelsdorf         | Landkreis Nürnberger Land    |
| 23 | Oedenberg              | Stadt Lauf a.d.Pegnitz       | Landkreis Nürnberger Land    |
| 24 | Osternohe              | Markt Schnaittach            | Landkreis Nürnberger Land    |
| 25 | Ottensoos              | Gemeinde Ottensoos           | Landkreis Nürnberger Land    |
| 26 | Röthenbach a.d.Pegnitz | Stadt Röthenbach a.d.Pegnitz | Landkreis Nürnberger Land    |
| 27 | Rollhofen              | Gemeinde Neunkirchen a.Sand  | Landkreis Nürnberger Land    |
| 28 | Rückersdorf            | Gemeinde Rückersdorf         | Landkreis Nürnberger Land    |
| 29 | Schnaittach            | Markt Schnaittach            | Landkreis Nürnberger Land    |
| 30 | Schönberg              | Stadt Lauf a.d.Pegnitz       | Landkreis Nürnberger Land    |
| 31 | Siegersdorf            | Markt Schnaittach            | Landkreis Nürnberger Land    |
| 32 | Simmelsdorf            | Gemeinde Simmelsdorf         | Landkreis Nürnberger Land    |
| 33 | Simonshofen            | Stadt Lauf a.d.Pegnitz       | Landkreis Nürnberger Land    |
| 34 | Speikern               | Gemeinde Neunkirchen a.Sand  | Landkreis Nürnberger Land    |
| 35 | Utzmannsbach           | Gemeinde Simmelsdorf         | Landkreis Nürnberger Land    |
| 36 | Weigenhofen            | Stadt Lauf a.d.Pegnitz       | Landkreis Nürnberger Land    |
| 37 | Wetzendorf             | Stadt Lauf a.d.Pegnitz       | Landkreis Nürnberger Land    |

Weitere ehemalige Gemeinden waren Veldershof, das am 1. Juni 1927 nach Lauf eingemeindet wurde sowie Rabenshof, das am 1. Juli 1931 nach Siegersdorf eingemeindet wurde.

## Bezirksamtmänner und Landräte (ab 1939)
- Leonhard Volkert (1932–1938)
- Heinrich Rentsch (1938–1945)
- Wilhelm Winkler (1952–1970)
- Helmut Lange (1970–1972)

## Kfz-Kennzeichen
Am 1. Juli 1956 wurde dem Landkreis bei der Einführung der bis heute gültigen Kfz-Kennzeichen das Unterscheidungszeichen LAU zugewiesen. Es wird im Landkreis Nürnberger Land durchgängig bis heute ausgegeben.